# Zwei Fleischfachverkäuferinnen
Zwei Fleischfachverkäuferinnen ist ein Theaterstück von Rosa von Praunheim. Das Stück wurde 2022 unter der Regie von Damian Popp am Schlosstheater Moers uraufgeführt.

## Handlung
Seit 10 Jahren betreiben K und Z eine Fleischerei. Die beiden Frauen haben ein ambivalentes Verhältnis zueinander, das durch Streit, Konflikte und Verachtung, aber auch durch Liebe und Zuneigung geprägt ist. Nebenbei überfallen sie Banken und unternehmen spontane Fernreisen in die Südsee, aber immer wenn ihre mysteriöse Stammkundin Frau Müller in ihren mannigfachen Kostümen die Bühne betritt, gerät ihr ungeordnet-geordnetes Leben aus der Bahn.

## Weitere Inszenierungen
- 2024: An der Hochschule für Schauspielkunst Ernst Busch in Berlin unter der Regie von Michael Jansky[2]

## Rezeption
„Jubel für Rosa von Praunheims ‚Fleischfachverkäuferinnen‘ - So eine Uraufführung erlebt man nicht alle Tage: Das Schlosstheater Moers lässt gnadenlos die sprichwörtliche Sau raus. Damian Popp hat bei seinem Moerser Regie-Debüt diesen mitreißenden, herrlich intelligenten Riesenblödsinn kongenialisch und lustvoll in Szene gesetzt. Der ungeheure Reiz von Praunheims scheinbarem Nonsens-Stück voller Nicht-Handlung, das von einem Diskurstext oder einem dramatisierten Manifest gar nicht weiter entfernt sein könnte, liegt im konsequent überspielten Subtext. Unter der blutig-fröhlichen Oberfläche lassen sich dann ernsthafte Themen ausmachen, wie das Verhältnis Mensch-Tier, die Arbeitsverhältnisse im Schlachthof oder die Abhängigkeit von der Politik der Supermärkte und Discounter. Und natürlich geht es um die ewige Sehnsucht des Menschen nach Liebe, Glück, Geborgenheit“, schrieb die Neue Ruhr Zeitung. Sascha Wetsphal von nachtkritik.de ergänzte: „Diesen dauernden Stimmungswechseln begegnet Damian Popp mit einer Geschwindigkeit, die das Absurde absurd selbstverständlich erscheinen lässt, und mit einer ansteckenden Lust an Spiel und Spielereien. Ganz am Ende des Stücks, Frau Müller (Roman Mucha)  ist zum zweiten Mal in den Orkus gefahren, singen Matthias Heße und Emily Klinge im Duett: ‚Die Schönheit des Lebens / Ist nicht zu ertragen.‘ Und eben dieser unerträglichen Schönheit erweisen Rosa von Praunheim, Damian Popp und das Ensemble mit einer ungeheuren spielerischen Leichtigkeit und der Anarchie eines geradezu magischen Widerstandsgeistes ihre Reverenz.“ Auch die Rheinische Post würdigte die Inszenierung: „Damian Popp, der erstmals in Moers Regie führt, zelebriert das Absurde und die Absurdität. Er inszeniert Praunheims Text als pralle Farce, laut, skurril, der derben Wortwahl folgend, mit karikaturenhaft gezeichneten Figuren in Schweinchen-Latex-Optik, mit viel Klamauk und ein bisschen Karneval. Emily Klinge, Matthias Heße als Fleischfachverkäuferinnen und Roman Mucha als Frau Müller überspitzen und verzerren die Figuren, dass es kracht. Klinge spielt die tiefgründige Karina, die zwischen Mordlust und moralischer Ernsthaftigkeit ihre blutige Metzger-Arbeit hinterfragt und sogar Operetten kann. Matthias Heße beweist in der Rolle der Zarah einmal mehr, dass er auch in frivolem Chi Chi bewandert ist – in Frauenkleidern und Perücke.“